# Nueil-sous-Faye
Nueil-sous-Faye è un comune francese di 258 abitanti situato nel dipartimento della Vienne nella regione della Nuova Aquitania.

## Società

### Evoluzione demografica
Abitanti censiti